# 東京都立戸山高等学校の人物一覧
東京都立戸山高等学校人物一覧（とうきょうとりつとやまこうとうがっこうじんぶついちらん）は、東京都立戸山高等学校に関係する著名な人物の一覧記事。Category:東京都立戸山高等学校出身の人物も参照。

## 学校長・教職員
- 阿部正敬 - 子爵、補充中学校校長。阿部・次代の関博通と子爵が学校長職を務めたように当時は華族・士族の子弟が多く学んでいた[1]。
- 今泉定助 - 元・本校校長、神道思想家、一中で国語科嘱託教諭ののち、皇典講究所附設補充中学教頭、共立中学・城北中学校長、國學院大學学監、神祇院参与（昭和16年）
- 松野勇雄 - 国文学者、國學院設立者の一人、今泉らと補充中学設立に関わる
- 山田済斎 - 元・本校講師、漢学者、陽明学者、城北尋常中学講師
- 深井鑑一郎 - 元・本校校長、私立城北中学創立者、私立富士見高女校長
- 植木直一郎 - 元・本校教諭、歴史学者、國學院大教授
- 勝俣銓吉郎 - 元・本校教諭心得、英文学者、早大名誉教授、旧富士短大初代学長
- 森川昭 - 元・本校国語科講師、東大名誉教授
- 西川正身 - 元・本校英語科教諭、府立四中出身
- 佐藤貫一 - 元・本校国語科教諭、元府立一中教諭
- 古賀米吉 - 元・本校英語科教諭、私立市川中学創立者
- 近藤薫明 - 元・本校歴史科教諭、私立城北中・高第2代学校長、私立城北埼玉中・高創立者

## 出身者

### 政治
- 東條英機 - 元内閣総理大臣、陸軍大将 / 東京裁判にて絞首刑判決
- 岸衛 - 元衆議院議員（立憲民政党所属）、熱海ホテル経営者、熱海市長
- 床次徳二 - 元衆議院議員、総理府総務長官、内務官僚 / 2年次に旧制麻布中学から編入
- 西村直己 - 元防衛庁長官（二期）、農林大臣、高知県知事、内務官僚
- 原文兵衛 - 元環境庁長官、参議院議長。警視総監、内務官僚
- 長田裕二 - 元参議院議長、科学技術庁長官。元郵政事務次官、逓信・郵政官僚
- 村上信二郎 - 元衆議院議員、内務・通産官僚 / 広島一中から編入
- 志賀節 - 元衆議院議員、環境庁長官、内閣官房副長官（政務担当）
- 伊東秀子 - 元衆議院議員、弁護士
- 浜四津敏子 - 元参議院議員、環境庁長官、公明党代表、弁護士
- 平井卓志 - 元参議院議員、労働大臣 / 終戦後高松中学へ転校
- 小杉隆 - 元衆議院議員、文部大臣
- 首藤信彦 - 元衆議院議員、経済学者
- 井坂信彦 - 衆議院議員
- 宮下一郎 - 衆議院議員
- 増田寛也 - 元日本郵政社長、元総務大臣、郵政民営化担当大臣、岩手県知事、建設官僚。日本郵政社長兼CEO / 県知事時代に若手改革派知事の代表格とされ民間閣僚として入閣
- 大橋建一 - 元和歌山県和歌山市市長
- 江島潔 - 元山口県下関市市長、参議院議員
- 岩井茂樹 - 静岡県東伊豆町長、元参議院議員

### 行政

#### 財務省
- 小野義一 - 大蔵次官（政治任用）、東京市助役、衆議院議員。元大蔵省理財局長 / 高知一中を経て入学
- 河野一之 - 大蔵事務次官、三井住友銀行顧問
- 平澤貞昭 - 大蔵事務次官、横浜銀行頭取
- 小粥正巳 - 大蔵事務次官、日本政策投資銀行総裁、公正取引委員会委員長、日本経済研究所会長
- 小川是 - 大蔵事務次官、横浜銀行頭取
- 薄井信明 - 大蔵事務次官、国税庁長官、国民生活金融公庫総裁
- 大山綱明 - 大蔵省関税局長、サントリー副社長。城北会会長
- 入谷盛宣 - 国際金融公社東京駐在代表
- 永田俊一 - 日銀政策委員会大蔵代表委員、日銀理事、楽天銀行社長・会長
- 石原一彦 - 内閣府審議官 / 1981年入省、石原信雄の子

#### 経済産業省
- 岡松成太郎 - 商工次官
- 村田恒 - ジェトロ理事長、通産省石炭局長
- 矢野俊比古 - 通産事務次官、参議院議員
- 飯塚幸三[2] - 通産省技官官僚。工業技術院長、国際計測連合会長、クボタ副社長
- 堺司 - 通産省大臣官房審議官、国策会社・対日投資サポート・サービス
- 江崎格 - 商工組合中央金庫理事長、通産省産業政策局長、資源エネルギー庁長官
- 橋本久義 - 通産省技官官僚
- 冨浦英一 - 通産省大臣官房企画調査官、横浜国大経済学部長、一橋大学大学院教授
- 広瀬直 - 経済産業審議官、経済産業省通商政策局長

#### 外交官
- 大島浩 - 駐独大使、陸軍中将 / 東京裁判にて終身刑判決、のち釈放
- 真崎秀樹 - 駐アフガン大使、宮内庁侍従職御用掛（昭和天皇通訳） / 真崎甚三郎の子
- 那須皓 - 駐インド兼ネパール大使、農学者 / 1967年マグサイサイ賞受賞
- 野田英二郎 - 駐インド・ペルー・ベトナム大使、香港総領事、内閣調査室次長、文部省教科書検定調査委員（2000年-2001年）
- 片倉邦雄 - 駐エジプト・イラク（湾岸戦争時）・アラブ首長国連邦大使
- 木寺昌人 - 駐フランス・中国大使、内閣官房副長官補
- 品田光彦 - 駐バルバドス大使
- 鍋倉眞一 - 郵便事業会社社長、駐ハンガリー大使、総務省大臣官房長・総合通信基盤局長
- 西郷正道 - 駐ネパール大使、農林水産省技術総括審議官 / 西郷従道曾孫
- 吉岡範武 - 駐カンボジア大使、外務省参与

#### 旧内務省系統
- 吉田茂 - 初代内閣調査局長官、内務官僚・貴族院議員 / 国維会に連なる新官僚のリーダー格。吉田茂元首相と同姓同名の別人
- 三矢宮松 - 朝鮮総督府警務局長、帝室林野局長官
- 武部六蔵 - 企画院次長･総裁、三代目関東局総長、満州国国務院総務長官、内務官僚
- 林敬三 - 内務省地方局長、内事局長官、鳥取県知事、宮内庁次長、警察予備隊総隊総監、統合幕僚会議議長、住宅公団総裁、日赤総裁
- 飯沼一省 - 内務次官、東京都長官
- 白根竹介 - 内閣書記官長、広島・兵庫県知事、内務官僚
- 荻田保 - 地方自治庁次長、内務官僚
- 上村健太郎 - 警視庁特別高等警察部長、内務官僚、初代航空幕僚長、総理府総務副長官、日本道路公団総裁
- 石岡実 - 内閣官房副長官、2代目内閣官房内閣調査室長、内務官僚出身
- 高辻正己（1928） - 内閣法制局長官、最高裁判所判事、法務大臣、内務官僚出身
- 山田英雄 - 警察庁長官、警察庁警備局長
- 安芸皎一 - 内務省技官官僚、河川工学者
- 藤井治芳 - 日本道路公団総裁、建設事務次官、建設技監
- 柴田雅人 - 内閣府審議官、内閣総務官、厚生労働省出身
- 吉田光市 - 国土交通審議官
- 高綱直良 - 警視総監[要出典]

#### その他
- 石黒武重 - 衆議院議員、内閣法制局長官、枢密院書記官長、農商次官･農林次官
- 佐竹三吾 - 法制局長官、鉄道省監督局長、貴族院議員、大阪鉄道、阪急バス社長 / 岐阜中五年次に城北中学編入
- 村上恭一 - 枢密院書記官長、逓信官僚、貴族院議員、中央大学教授
- 正木千冬 - 企画院調査官、鎌倉市長 / 企画院事件
- 大木操 - 衆議院書記官長、東京都副知事、会計検査院官僚、貴族院議員
- 島秀雄 - 国鉄技師長 / 新幹線生みの親。文化勲章
- 磯崎叡 - 第6代国鉄総裁
- 糠谷真平 - 経済企画事務次官
- 金子晃 - 会計検査院院長、法学者
- 成田浩 - 東京都産業労働局長、東京都港湾局長、中央大学特任教授

### 法曹
- 本間喜一 - 初代最高裁事務総長、愛知大学中心設立者、旧東亜同文書院大学最後の学長 / 大成中学から転入
- 松尾邦弘 - 検事総長
- 堀籠幸男 - 最高裁判所判事
- 古田佑紀 - 最高裁判所判事、元最高検次長検事
- 大谷剛彦[3]（1965） - 最高裁判所事務総長を経て、大阪高等裁判所長官、最高裁判事
- 倉田卓次 - 裁判官、弁護士。文筆でも知られる。
- 升永英俊（1961） - 弁護士
- 千葉勝美[3] - 弁護士、最高裁判所判事

### 経済
- 佐々木直 - 第26代日本銀行総裁、経済同友会代表幹事
- 仁杉巌 - 第9代国鉄総裁、第66代土木学会長、第3代西武鉄道社長
- 石原俊 - 第11代日産自動車社長、会長、経済同友会代表幹事
- 西川廣人 - 日産自動車社長・CEO
- 歌田勝弘（四修卒） - 味の素社長・相談役
- 山崎富治 - 山種証券会長・社長、山種美術財団理事長
- 日高輝 - 山一證券社長
- 大崎磐夫 - ホテルオークラ社長
- 野村与曽市 - 電気化学工業社長、電気化学協会会長
- 高木養根 - 日本航空社長 / 1981年-1985年12月（日航機墜落事故にて辞任）
- 井手正敬 - JR西日本社長・相談役
- 石原進 - JR九州社長
- 宮津純一郎 - NTT社長・取締役相談役
- 青木利晴 - NTTデータ社長・取締役相談役
- 山村雅之 - NTT東日本社長
- 青井舒一 - 東芝会長・社長、経団連副会長
- 岡村正 - 東芝会長・社長、日本商工会議所会頭
- 髙木茂 - 三菱地所社長・相談役
- 三枝匡 - ミスミグループ本社社長・会長・名誉会長
- 松村直幹 - ニチロ専務、アクリフーズ会長
- 濱口巌根 - 旧日本長期信用銀行会長・二代目頭取 / 濱口雄幸の二男
- 宮崎一雄 - 旧日本長期信用銀行会長・三代目頭取
- 草野忠義 - 労働運動家、連合副会長、連合総研理事長
- 下河辺和彦 - 東京電力会長
- 田邉充夫 - ファミリーマート会長兼CEO
- 池田明 - 三井ホーム社長、三井不動産グループ執行役員
- 江川昌史 -  アクセンチュア日本法人代表

### 学問

#### 自然科学
- 森岡恭彦 - 医博、東大名誉教授、元日赤医療センター院長 / 昭和天皇の執刀医
- 石原忍 - 医博、東京帝大医学部長（昭和12年3月）、東京逓信病院長。学士院賞、文化功労者
- 宮下保司 - 東大医学部教授、朝日賞受賞 / ニューロン・大脳研究の第一人者
- 三浦登 - 物理学者、東京大学名誉教授。大英帝国勲章OBE受勲
- 木村秀政 - 航空工学者、東大名誉教授、日大副総長 / 国産機YS-11型設計者
- 正田建次郎 (1919) - 大阪大学学長、武蔵大学学長 / 阪大基礎工学部設立に携わる。上皇后美智子の伯父。文化勲章
- 山本喜久 - 国立情報学研究所およびスタンフォード大学教授、紫綬褒章受章 / 量子工学・量子情報処理研究の世界的権威
- 小宮山宏 - 材料工学、環境工学、東大総長
- 吉田洋一 - 数学者
- 福原満洲雄 - 数学者、京都大学数理解析研究所初代所長、東京農工大学学長
- 三村征雄 - 数学者
- 弥永昌吉 - 数学者
- 犬井鉄郎 - 数学者
- 高木昇 (1925) - 東京工科大学名誉学長、東大名誉教授
- 丸山工作 - 動物学者、千葉大学学長。朝日賞、紫綬褒章
- 大町文衛 - 細胞遺伝学者・昆虫学者 / 大町桂月の次男
- 柳澤桂子 - 生命科学者
- 舘暲 - 東京大学教授、工学博士
- 木村徳国 - 建築史家
- 大師堂経明 - 天文学者
- 野本憲一 - 天文学者
- 坂間勇 - 物理学者、茨城大学助教授、駿台予備校講師
- 福島孝徳 - 医博、脳外科医、デューク大学教授、塩田病院附属福島孝徳記念クリニック最高顧問など
- 佐野公俊 - 医博、脳外科医、藤田保健衛生大学教授
- 野口尚一 - 機械工学者、工学院大学名誉学長・学長、東大名誉教授
- 山下英男 - 電気通信工学者
- 多田文男 - 地理学者、地質学者
- 柳田充弘 (1960) - 分子生物学者、文化勲章
- 諏訪元 (1973) - 自然人類学者・古人類学専攻、東京大学総合研究博物館教授、朝日賞
- 別府輝彦 - 応用微生物学者、東大名誉教授、文化功労者
- 甘利俊一 - 数理工学者、東大名誉教授、文化勲章
- 水島公一 - 材料科学者、東芝エクゼクティブフェロー / コバルト酸リチウム
- 藻谷亮介 - 古生物学者、カリフォルニア大学デービス校教授
- 明日香壽川 - 環境科学者、中国研究者
- 田隅本生 - 動物学者
- 小林久志 - 計算機科学者、元プリンストン大学工学・応用科学部長
- 山田欽一 - 数学者
- 黒田成幸 - 言語学者、数理言語学（黒田標準形）
- 武岡真司 - 材料工学者
- 三浦新 - TQC技術者、玉川大学教授。上記三浦登の父
- 西口正之 - 電子情報工学者、ソニー音声オーディオ符号化技術者
- 奥直人 - 薬学者
- 小堀鴎一郎（1956年） - 医博、外科医（食道癌） / 森鴎外の孫
- 竹内正人 - 産科医
- 相澤浩 - 皮膚科医
- 渡部俊也 - 材料化学者、東大副学長

#### 人文科学
- 和歌森太郎（1933） - 歴史学者、民俗学者
- 田邊元（1901） - 哲学者、京都帝大教授、元四中教諭。文化勲章
- 石田英一郎 - 文化人類学者、東京大学名誉教授、多摩美術大学元学長
- 大林太良 - 民族学者、東京大学名誉教授、大林良一成城大学元学長の子
- 仲小路彰 - 思想家 / 仲小路廉の子
- 羽仁五郎（1918） - 歴史家（マルクス主義歴史学）、参議院議員
- 大江志乃夫 - 日本近現代史学者、茨城大学名誉教授。大佛次郎賞
- 安田浩 - 日本近現代史学者、千葉大学教授
- 有馬学 - 歴史学者、九州大学名誉教授、福岡市博物館長
- 福井憲彦 - 歴史学者（西洋近代史）、学習院大学教授
- 野口武彦 - 文芸評論家、国文学者、神戸大学名誉教授
- 石川忠久 - 二松學舍大学長 / 日本を代表する漢文学者
- 長澤規矩也 - 漢文学者、法政大学名誉学長
- 松山俊太郎 - インド学者、女子美術大学教授
- 新川哲雄 - 哲学者、仏教学者、学習院大学名誉教授
- 宮下志朗 - 仏文学者、東大名誉教授、放送大学教授。大佛次郎賞、読売文学賞研究・翻訳賞
- 井上健 - 比較文学者、東京大学教授
- 中野聡 - 歴史学者、一橋大学学長、中野登美雄早稲田大学元総長の孫
- 田中克彦 - 言語学者、一橋大学名誉教授
- 大貫良夫（1956） - 文化人類学者、東京大学名誉教授
- 多湖輝（1943） - 心理学者、千葉大学名誉教授
- 柴田知常（1911） - 音楽教育者、作曲家、東京音楽大学理事長、旧東洋音楽学校校長
- 近藤安月子 - 日本語教育学者、東大総合文化研究科名誉教授
- 片山左京 - フランス文学者
- 鈴木雅雄 - フランス文学者
- 松本彰 - ドイツ近代史学者
- 川喜田敦子 - ドイツ史学者、東大総合文化研究科准教授
- 米田佐代子 - 日本近現代女性史学者、平塚らいてう研究者
- 直井道子 - 社会学者、東京学芸大学名誉教授[要出典]
- 三上俊治 - 社会学者、東洋大学名誉教授[要出典]

#### 社会科学
- 大森義太郎 - 東京帝国大学経済学部助教授 / 人民戦線事件にて検挙される
- 宮沢俊義 (1917) - 東大法学部教授、憲法学の泰斗、日本野球機構第四代コミッショナー / 長野中を経て入学
- 高柳賢三 - 東大法学部教授、成蹊大学元学長 / 新憲法擁護、東京裁判弁護団リーダー
- 細谷千博 - 国際政治学者、一橋大学名誉教授、元日本国際政治学会理事長、紫綬褒章
- 渡辺洋三 - 法学者、マルクス法学者、東京大学名誉教授、元民主主義科学者協会法律部会理事長
- 佐藤武男 (1937) - 関東学園大学名誉学長
- 廣江彰 - 経済学者、東京家政学院大学学長、立教大学名誉教授
- 柳憲一郎 - 環境法学者、明治大学教授、環境科学会会長
- 松下洋 - 政治学者、神戸大学名誉教授
- 山根節 - 経営学者、早稲田大学教授、慶大名誉教授
- 蓼沼謙一 - 労働法学者、一橋大学元学長、日本労働法学会元代表理事
- 上原敏夫 - 民事訴訟法学者、一橋大学名誉教授、明治大学教授
- 川嶋辰彦 - 経済学者 / 文仁親王妃紀子の父
- 各務洋子 - 経営学者、駒澤大学学長
- 渡辺治 - 政治学者、一橋大学名誉教授
- 小幡道昭 - マルクス経済学者（宇野経済学）、東大経済学部教授
- 百瀬宏 - 政治学者、津田塾大学名誉教授
- 石川吉右衛門 - 労働法学者、東京大学名誉教授
- 井上寿一 - 政治学者、学習院大学元学長、元学校法人学習院理事
- 堀江湛 - 政治学者、尚美学園大学元学長、慶大名誉教授
- 鷲見誠一 - 政治学者、慶大名誉教授
- 中北浩爾 - 政治学者、中央大学法学部教授
- 浜矩子 - 経済学者、同志社大学教授、コメンテーター
- 森永卓郎 - 経済アナリスト、獨協大学経済学部教授。テレビタレント
- 高木勝 - 経済アナリスト、明治大学政経学部教授
- 栗本慎一郎 - 経済人類学者、東京農業大学教授、元衆議院議員 / 「新人類」を造語
- 米倉誠一郎 - 経済学者、一橋大学名誉教授、法政大学教授
- 福田雅章 - 刑事法学者、一橋大学名誉教授、元カリフォルニア大学バークレー校客員教授、弁護士
- 大澤豊 - 経営学者、大阪大学名誉教授
- 加藤雅信 - 民法学者、名古屋大学名誉教授、元上智大学教授、弁護士
- 杉村章三郎 - 行政法学者・租税法学者、東京大学名誉教授
- 内藤陽介 - 郵便学者、ノンフィクション作家
- 中山弘正 - 経済学者、明治学院大学名誉教授、元院長。ソビエト経済

### 文芸
- 宇野功芳 - クラシック音楽評論家
- 神西清 - 作家、文芸評論家、ロシア文学者
- 香山滋 - 作家、代表作「ゴジラ」
- 竹山道雄 (1921) - 作家、代表作 「ビルマの竪琴」
- 中勘助 - 作家
- 重金敦之 - エッセイスト、食味評論家
- 林望 - エッセイスト、書誌学者
- 細川隆一郎 - 政治評論家
- 星野智幸 - 作家、早大文学部客員助教授
- 矢島輝夫 - 作家
- 村上兵衛 - 作家、いわゆる「戦中派」の名付け親
- 城野宏 - 評論家、元日本陸軍軍人。日本アラブ協会副会長 / 中国山西省日本軍残留問題
- 吉田満 - 作家、代表作「戦艦大和ノ最期」、日銀国庫局長
- 川田順 (1899) - 歌人、住友総本社常務理事
- 小山正孝 - 詩人
- 千家元麿 - 詩人 / 慶應普通部から転入
- 平山蘆江 - 時代小説家、随筆家
- 小泉文夫 - 音楽研究家、著書に「民族音楽の礎」、「歌謡曲の研究」など
- 乙武洋匡 - スポーツライター、「五体不満足」著者
- 荻野欣士郎 - 小説家
- 津野海太郎 - 演出家、編集者、評論家
- 三上洋 - フリーライター、ITジャーナリスト
- 阿川大樹 - 作家
- 藤巻忠俊 - 漫画家。週刊少年ジャンプ「黒子のバスケ」連載

### ジャーナリズム
- 水上健也 - 読売新聞グループ本社初代会長
- 一木豊 - テレビ東京会長・社長、日本経済新聞社専務
- 長谷川洋三 - 経済アナリスト、元日本経済新聞編集委員
- 磯村尚徳 - 元NHKニュースキャスター
- 恩蔵憲一 - 元NHKアナウンサー
- 伊達正隆 - 元NHKアナウンサー
- 野瀬正夫 - NHKアナウンサー
- 長坂哲夫 - 元フジテレビアナウンサー
- 大蔵雄之助 - 元TBS報道局長、コメンテーター、東洋大学教授
- 料治直矢 - 元TBSニュースキャスター
- 渡辺由佳 - 元テレビ朝日アナウンサー
- 芦田太郎 - テレビ朝日プロデューサー、演出家
- 近藤康太郎 - 朝日新聞記者
- 長田麻衣子 - 元仙台放送アナウンサー
- 吉永龍司 - 山梨放送アナウンサー
- 高木一成 - 日刊スポーツ競馬記者

### 芸能
- 浜口庫之助 - 作曲家（旧制・東京府立第四中学校）
- 川喜多長政 - 映画プロデューサー・映画配給者（旧制・東京府立第四中学校）
- 谷口千吉 - 映画監督（旧制・東京府立第四中学校）
- 井坂聡 - 映画監督
- 奥山和由 - 映画プロデューサー、映画監督。松竹専務 / 奥山融の子
- 町山広美 - 放送作家
- 杉寛 - オペラ歌手（浅草オペラ）
- 結城一朗 - 俳優（旧制・東京府立第四中学校）
- 安部徹 - 俳優（旧制・東京府立第四中学校）
- 三島耕 - 俳優
- 山本健翔 - 俳優
- 近藤洋介 - 俳優
- 高橋昌也 - 俳優
- 滝田裕介 - 俳優
- 山口崇 - 俳優
- 伊藤牧子 - 女優・声優 / 加藤剛の妻
- 小澤幹雄（1956） - 俳優、音楽ジャーナリスト / 小澤征爾の弟
- 中村明美 - 女優
- 風祭ゆき - 女優
- 萩原聖人 - 俳優（定時制に入学後1週間で中退）
- 片瀬那奈 - 歌手・女優（定時制）
- 三笑亭茶楽 - 落語家
- 長塚圭史 - 劇作家、演出家、俳優。阿佐ヶ谷スパイダース主宰
- 5代目江戸家猫八 - 動物の鳴き真似芸人
- 田村健太郎 - 俳優
- 幸田夢波 - 声優
- 高橋あみか - 声優
- 滝沢ロコ - 声優

### 芸術
- 斎藤素巌 - 彫刻家、「構造社」設立
- 島村洋二郎 - 洋画家
- 大竹英洋 - 写真家
- 北山恒 - 建築家、横国大教授
- 伊藤暁 - 建築家
- 戸恒浩人 - 照明デザイナー、東京スカイツリーのライティング
- 芦原太郎 - 建築家 / 芦原義信の子[要出典]
- なかむらるみ - イラストレーター

### 軍人・自衛官

#### 自衛隊
- 大森寛 - 防衛大学校長、陸上幕僚長（陸将）。内務官僚出身
- 鈴木英 - 海上自衛隊幹部学校長、自衛艦隊司令官（海将）。元海軍中佐
- 緒方景俊 - 航空幕僚長（空将）。元陸軍少佐
- 松田武 - 航空幕僚長（空将）。元陸軍大佐

#### 陸軍
- 吉本貞一 - 陸軍大将、第1軍司令官、関東軍参謀長、自決
- 渡久雄 - 陸軍中将、第11師団長 / リットン調査団立ち会いの随行、戦死
- 安藤三郎 - 陸軍中将、立川飛行機社長
- 谷寿夫 - 陸軍中将、国際連盟陸軍代表、第59師団長 / いわゆる南京事件を問われ南京にて銃殺刑（昭和22年）。岡山中学から転校
- 古谷清 - 陸軍中将、航空本部長
- 本郷義夫 - 陸軍中将、第44軍司令官、関東防衛軍司令官（満州）。ソ連より復員（昭和25年4月）
- 松村知勝 - 陸軍少将、関東軍総参謀副長（のちシベリア抑留）、参謀本部ロシア課長
- 小野寺長治郎 - 陸軍主計中将、貴族院議員、陸軍経理学校長
- 西尾常三郎 - 陸軍大佐、陸軍特攻隊･富嶽隊長、フィリピン沖にて特攻死
- 野中四郎 - 陸軍大尉。2.26事件決起将校一員、のち自決
- 林八郎 - 陸軍少尉。2.26事件決起将校一員、のち刑死

#### 海軍
- 佐藤市郎 - 海軍中将、国際連盟海軍代表、連合艦隊参謀（昭和2年.11） / 佐藤栄作・岸信介の兄
- 戸塚道太郎 - 海軍中将、横須賀鎮守府司令長官、海軍航空本部長
- 横井忠雄 - 海軍少将、田辺海兵団長兼第6特攻戦隊司令官
- 野中五郎 - 海軍大佐。野中四郎の弟、海軍特攻隊神雷隊（人間ロケット爆弾「桜花」）長、特攻死
- 沖野亦男 - 海軍大佐、世界歴戦者連盟日本理事
- 白根斐夫 - 海軍中佐、空母・赤城、翔鶴、瑞鶴各飛行分隊長。フィリピン上空にて戦死

### スポーツその他
- 奈良原三次 (1894) - 男爵、国産機初飛行第一号（奈良原式二号）
- 伏見宮家博義王 (1911) - 明治当時、皇族･博義王として学習院から転校。
- 岡田彬 (1957) - 東大野球部監督 / 六大学野球で江川卓に初黒星
- 本間茂雄 - 体操選手・コーチ。1932年ロス五輪出場、東京教育大副学長 / 日本の近代体操競技の草分け
- 山田雅稔 (1972) - 空手家、極真会館総本部長、公認会計士
- 木村達郎 - 琉球ゴールデンキングスGM
- 鹿島宗二郎 - 諜報員、著述家

## 架空の人物
- 高木彬光の小説に登場する名探偵・神津恭介はこの学校（府立四中）を出ているという設定である。
- 恩田陸の小説 「ユージニア」 に出てくる医者が、この学校（四高）を出ているという設定である。